# 張洽 (天順進士)
張洽（1421年—？），字時繹，福建興化府莆田縣人，明朝政治人物。同進士出身。

## 生平
景泰七年（1456年）丙子科福建鄉試第六十三名。天順元年（1457年）丁丑科會試一百六十四名，殿試登進士第三甲第九十二名。

## 家族
曾祖父張仲福。祖父張彥肅。父亲張惟益。